# Idiops harti
Idiops harti là một loài nhện trong họ Idiopidae.
Loài này thuộc chi Idiops. Idiops harti được Mary Agard Pocock miêu tả năm 1893.